# Província de Forlì-Cesena
La província de Forlì-Cesena  és una província que forma part de la regió d'Emília-Romanya dins Itàlia. La capital és Forlì.
Situada a l'eix entre Milà i Ancona, estava travessada per la Via Emília.
Té una àrea de 2.378,40 km², i una població total de 394.601 hab. (2016). Hi ha 30 municipis a la província.

## Municipis
Informació actualitzada per un bot. Els canvis manuals es perdran quan s'actualitzi!
| imatge | label                             | població | superfície    | coordenades                                                        | elevació sobre el nivell del mar | agermanament amb                                                                          |
| ------ | --------------------------------- | -------- | ------------- | ------------------------------------------------------------------ | -------------------------------- | ----------------------------------------------------------------------------------------- |
|        | Bagno di Romagna                  | 5592     | 233.52        | 43° 50′ 00″ N, 11° 58′ 00″ E / 43.833333333333°N,11.966666666667°E | 491                              | Rapperswil-Jona Moutiers                                                                  |
|        | Bertinoro                         | 11026    | 57.25         | 44° 09′ 00″ N, 12° 08′ 00″ E / 44.15°N,12.133333333333°E           | 254                              | Kaufungen municipi de Ale                                                                 |
|        | Borghi                            | 2871     | 30.23         | 44° 01′ 56″ N, 12° 21′ 22″ E / 44.03223°N,12.35618°E               | 267                              |                                                                                           |
|        | Castrocaro Terme e Terra del Sole | 6352     | 38.95         | 44° 11′ 03″ N, 11° 56′ 38″ E / 44.184166666667°N,11.943888888889°E | 68                               | Prachatice                                                                                |
|        | Cesena                            | 95778    | 249.47        | 44° 08′ 00″ N, 12° 14′ 00″ E / 44.133333333333°N,12.233333333333°E | 44                               | Viena del Delfinat                                                                        |
|        | Cesenatico                        | 25921    | 45 45.16      | 44° 12′ 04″ N, 12° 24′ 02″ E / 44.2011897°N,12.4006894°E           | 3                                | Sierre Aubenàs Delfzijl Schwarzenbek Zelzate                                              |
|        | Civitella di Romagna              | 3639     | 117.93        | 44° 00′ 00″ N, 11° 56′ 00″ E / 44°N,11.933333333333°E              | 219                              |                                                                                           |
|        | Dovadola                          | 1573     | 38.97         | 44° 07′ 00″ N, 11° 53′ 00″ E / 44.116666666667°N,11.883333333333°E | 135                              |                                                                                           |
|        | Forlimpopoli                      | 13047    | 24.46         | 44° 11′ 00″ N, 12° 08′ 00″ E / 44.183333333333°N,12.133333333333°E | 33                               | Vilanòva Lobet Traun                                                                      |
|        | Forlì                             | 116440   | 228.2         | 44° 13′ 21″ N, 12° 02′ 27″ E / 44.2225°N,12.040833333333°E         | 34                               | Aveiro Bourges Peterborough Szolnok Płock Chichester Foggia Troian Kaliningrad Elektrėnai |
|        | Galeata                           | 2433     | 63.13         | 44° 00′ 00″ N, 11° 55′ 00″ E / 44°N,11.916666666667°E              | 237                              |                                                                                           |
|        | Gambettola                        | 10682    | 7.77          | 44° 07′ 00″ N, 12° 20′ 00″ E / 44.116666666667°N,12.333333333333°E | 31                               | Montichiari                                                                               |
|        | Gatì                              | 9325     | 14.14         | 44° 08′ 14″ N, 12° 24′ 15″ E / 44.13709985°N,12.40426705°E         | 20 0                             |                                                                                           |
|        | Longiano                          | 7215     | 23.58         | 44° 05′ 00″ N, 12° 20′ 00″ E / 44.083333333333°N,12.333333333333°E | 169                              |                                                                                           |
|        | Meldola                           | 9879     | 79.08         | 44° 08′ 00″ N, 12° 04′ 00″ E / 44.133333333333°N,12.066666666667°E | 58                               | Wolfhagen                                                                                 |
|        | Mercato Saraceno                  | 6797     | 99.33         | 43° 57′ N, 12° 12′ E / 43.95°N,12.2°E                              | 134                              | Villadossola                                                                              |
|        | Modigliana                        | 4288     | 101.17        | 44° 10′ 00″ N, 11° 48′ 00″ E / 44.166666666667°N,11.8°E            | 185                              |                                                                                           |
|        | Montiano                          | 1705     | 9.26          | 44° 05′ 00″ N, 12° 18′ 00″ E / 44.083333333333°N,12.3°E            | 159                              |                                                                                           |
|        | Portico e San Benedetto           | 723      | 61.05         | 44° 02′ 00″ N, 11° 47′ 00″ E / 44.033333333333°N,11.783333333333°E | 456                              |                                                                                           |
|        | Predappio                         | 6296     | 91.39         | 44° 06′ 15″ N, 11° 59′ 06″ E / 44.104166666667°N,11.985°E          | 133                              | Breuna                                                                                    |
|        | Premilcuore                       | 692      | 98.56         | 43° 58′ 58″ N, 11° 47′ 05″ E / 43.982777777778°N,11.7846°E         | 459                              |                                                                                           |
|        | Rocca San Casciano                | 1798     | 50.56         | 44° 04′ 00″ N, 11° 51′ 00″ E / 44.066666666667°N,11.85°E           | 210                              |                                                                                           |
|        | Roncofreddo                       | 3422     | 51.53         | 44° 02′ 32″ N, 12° 19′ 07″ E / 44.0423°N,12.3187°E                 | 314                              |                                                                                           |
|        | San Mauro Pascoli                 | 12186    | 17.29         | 44° 06′ 00″ N, 12° 25′ 00″ E / 44.1°N,12.416666666667°E            | 27                               | Teggiano Naumburg Sousel                                                                  |
|        | Santa Sofia                       | 4030     | 148.56 148.87 | 43° 57′ N, 11° 54′ E / 43.95°N,11.9°E                              | 257                              |                                                                                           |
|        | Sarsina                           | 3308     | 100 100.72    | 43° 55′ 00″ N, 12° 09′ 00″ E / 43.916666666667°N,12.15°E           | 243                              | Lesós Grebenstein Lopik                                                                   |
|        | Savignano sul Rubicone            | 17842    | 23.3          | 44° 05′ 17″ N, 12° 23′ 36″ E / 44.088055555556°N,12.393333333333°E | 32                               | Nizza Monferrato                                                                          |
|        | Sogliano al Rubicone              | 3126     | 93.43         | 44° 00′ N, 12° 18′ E / 44°N,12.3°E                                 | 362                              | Sayda Meziboří                                                                            |
|        | Tredozio                          | 1110     | 62.2          | 44° 05′ 00″ N, 11° 45′ 00″ E / 44.083333333333°N,11.75°E           | 334                              | Arcevia Hofbieber                                                                         |
|        | Verghereto                        | 1772     | 117.9         | 43° 48′ 24″ N, 12° 03′ 04″ E / 43.8067887°N,12.05105175°E          | 812                              | Source-Seine Melissano Saint-Germain-Source-Seine                                         |